# Louis van Sasse van Ysselt
Ludovicus Johannes Baptista (Louis) van Sasse van Ysselt (Boxmeer, 20 juni 1809 - Boxmeer, 23 december 1888) was een liberaal edelman en
een parlementariër. Net zoals zijn vader Leopold van Sasse van Ysselt was hij een krachtig pleitbezorger voor het katholieke bevolkingsdeel. Hij was een oom van de politicus Alexander van Sasse van Ysselt.

## Leven en werk
Naast zijn politieke activiteiten in respectievelijk de gemeenteraad van Boxmeer en in de Tweede en de Eerste Kamer was Van Sasse van Ysselt als landbouwkundige werkzaam op het landgoed van zijn vader in Boxmeer. Aanvankelijk behoorde hij in het parlement tot de liberale stroming, maar hij nam hier afstand van en werd gaandeweg een conservatief, katholieke volksvertegenwoordiger. Van Sasse van Ysselt was commandeur in de Orde van de Nederlandse Leeuw.
Van Sasse van Ysselt was gehuwd en had tien kinderen (negen zonen en één dochter).